# مكتبة بلدية نابلس
مكتبة بلدية نابلس العامة مكتبة فلسطينية من أقدم وأكبر المكتبات العامة في فلسطين،  وتشكل مركزاً ثقافياً هاماً في مدينة نابلس، أُعلن عنها رسميا عام 1960م، أنشئت المكتبة العامة في حديقة المدينة العامة التي أنشئت في العهد العثماني وعرفت «بالمنشية» في ذلك الحين. تحتوي المكتبة على العديد من الموسوعات والكتب المهمة والقيمة المتعلقة بالتاريخ، والجغرافيا، وعلم الديانات، والطب، والاقتصاد، والعلوم، وقسم خاص بالأطفال  وغيرها. ويوجد حول المكتبة حديقة مليئة بالزهور والأشجار.

## تاريخ
إنبثقت فكرة تأسيس وإنشاء مكتبة عامة للمواطنين في مدينة نابلس العريقة المعطاءة منذ وجود المجالس البلدية في الخمسينات من القرن العشرين، حيث كان يرأس البلدية أحمد السروري. بدأت المكتبة ب 1000 كتاب وكان أثاثها من صناديق الخشب التي جلب بها محركات الكهرباء، فجُمع هذا العدد من الكتب من تبرعات المواطنين وتبرعات أعضاء المجلس البلدي وجزء ثالث تم شرائه. 
بدأت المكتبة بداية متواضعة، بكادر وظيفي لا يتجاوز عدد أصابع اليد، وعدد الكتب والمراجع الموجودة لدى المكتبة قليلة وشحيحة، ولكنها اليوم ما زالت هي الأولى وهي الأكبر بين مثيلاتها في المكتبات العامة العاملة في فلسطين.
تُعتبر مكتبة بلدية نابلس العامة واحدة من ابرز وأهم المتغيرات والأحداث التي قامت بها بلدية نابلس مُنذ تأسيسها عام 1869 حتى اليوم، حيث جاء الإعلان الرسمي عن انشائها عام 1960 ليحدث انقلابًا هامًا ومتميزًا على صعيد الحياة الثقافية في المدينة في مطلع الستينات من هذا القرن. أنشئت المكتبة العامة في حديقة المدينة العامة التي أنشئت في عهد الدولة العثمانية وعرفت بالمنشية في ذلك الحين.
ومنذ انشائها عام 1960 خطت المكتبة العامة خُطوات نوعية وكمية نحو الأفضل، مواكبة في ذلك الأنظمة العالمية المتبعة في مجال الفهرسة والتصنيف، وتنظيم المكتبات حتى غدت مركزا ثقافيا مميزا في المدينة ورمزًا من رموزها العلمية المشرقة والفاعلة. تستقبل المكتبة يوميًا ما يزيد على (750) مستفيدًا في المتوسط من كلا الجنسين، ومن مختلف الاعمار والمستويات العلمية. يعمل في المكتبة حاليًا 46 موظفا من الجنسين موزعين على جميع أقسام المكتبة المختلفة بالإضافة إلى 6 من العاملين المسؤولين عن الخدمات الصحية والتنظيفات والاعمال الخاصة بالاتصالات والمراسلات بين المكتبة والجهات ذات العلاقة.
```
أما بالنسبة لعدد المنتسبين عام 
1987
 فكان للمكتبة فيبلغ 7925 مشتركا. وكانت المكتبة قد بدأت بتطبيق نظام الإعارة منذ 1961 بعد سنة من تأسيسها حيث وضعت أنسب الأنظمة والطرق للإعارة لضمان رجوع الكتاب إلى المكتبة وهي دفع دينار أردني كتأمين وهو مسترد والتركيز على الكفيل أو المعرف كأن يكون مقتدرا على أداء الكفالة المطلوبة، ويسمح بإعارة كتابين أو ثلاثة عند الضرورة لمدة أسبوعين لكل شخص يحمل بطاقة هوية صادرة عن المكتبة.
```

وبلغ عدد الدوريات لعام 1987 : المجلات العربية 34 مجلة، والمجلات الأجنبية 4 مجلات، والصحف العربية المحلية والعربية 11 صحيفة. وكل ما يصدر في الأرض الفلسطينية المحتلة من الدوريات نحتفظ بها للمطالعين والدارسين مع عدد من الدوريات العربية والأجنبية التي تناسب أبناء الشعب وقرائه وبمستوى لائق.

## الموقع
يمتاز موقع المكتبة بالهدوء وبتوسطه حيث يقع في وسط المدينة تقريبا مما يسهل لجماهير المواطنين القدوم إليه لمطالعة الكتب وبالقرب من بناية المكتبة هناك الحديقة الواسعة الممتلئة بالورود. والبناء ذاته قريب من متطلبات المكتبات الحديثة حيث توجد قاعات حديثة مفتوحة وسقفها مرتفع مما يساعد على التهوية الجيدة والإنارة الطبيعية.

## المبنى
مبنى المكتبة تاريخي، يعود إلى العصور العثمانية، وتعددت استخداماته حيث كان مقرا لبلدية نابلس في فترة من الفترات، ومن ثم أُستخدم كقاعة سينما إلى أن تم افتتاح المكتبة ليصبح مقرا لها.
القاعة الرئيسية وموجودات هذه القاعة تتمثل بالكتب القابلة للاستعارة، وأخرى هي قاعة المراجع وتتكون من المراجع الخاصة باللغة الإنجليزية اللغة الألمانية والعبرية والفرنسية والروسية واليابانية.

### الموظفون والإدارة
في الستينات من القرن العشرين لم يكن هناك خريجو مكتبات أو خبراء في هذا العلم، وقد اعتمد في تأهيل الموظفين على الدورات التي كانت تعقدها وزارة التربية والتعليم أو جمعية المكتبات التي بدأت في عام 1964، للتدريب العلمي وللاعتماد على الكتب المتخصصة التي تبحث في موضوع المكتبات بالإضافة إلى دورات مكتبية إلى الجامعة الأمريكية في بيروت عام 1962، وإلى بريطانيا في العامين 1973 و1978. بلغ عدد الموظفين عام 1987 20 موظفاً وموظفة، وفي عام 2017 52 موظفاً. وقد أصبح للمكتبة موظفين مدربين ومنهم مؤهلين حاصلين على شهادات علمية يستطيعون القيام بمعظم الأعمال المطلوبة.

### الكتب
يوجد في مكتبة نابلس أكثر من 80,000 كتاب ومخطوطة.
بتاريخ 4 يوليو 2009, قامت مؤسسة كورد ايد بدعم المكتبة ب 500 كتاب ومبلغ 3500 يورو, وذلك لحث طلاب المدارس والجامعات والمهتمون على القراءة. واهتم المركز الفلسطيني لقضايا السلام والديمقراطية أن يغطي مساحات كانت مفقودة كالكتب المتعلقة بالوحدة والاقتصاد والسياسة والهم الوطني، مذكرًا بما عاناه الشعب الفلسطيني خلال القرن الماضي ومؤكدًا على العمل لمنع معاناة الجيل القادم من خلال دعم العلم والمعرفة والقراءة لديه.
وهناك قسم الوثائق والأرشيف الذي يحتوي على عدة زوايا وأقسام في داخله، كقسم الدوريات العربية والأجنبية الأسبوعية والشهرية والفصلية والسنوية، والأرشيف الصحفي الذي يحمل بداخله صحف عربية تاريخية منذ العام 1925، كما يحتوي الوثائق التاريخية المتعلقة ببلدية نابلس مُنذ تأسيسها في العام 1869، أو المتعلقة بملفات وسجلات دوائر أوقاف اللواء الشمالي إبان الانتداب البريطاني. أُنشئت مكتبتين نوعيتين الأولى مكتبة خاصة بالوسائط المتعددة وتشمل هذه المكتبة الصوتيات والمرئيات والصور والخرائط إضافة إلى خدمة الإنترنت، والأخرى خاصة بكتب بريل للمكفوفين.
أما ما يميز أقسام الكتب في المكتبة فهو مكتبة الأسير الفلسطيني، والتي تحتوي على الكتب التي كانت موجودة في سجن الجنيد وسجن نابلس إبان الاحتلال الإسرائيلي المباشر قبيل دخول السلطة الوطنية الفلسطينية عام 1994، وهذه المكتبة لا تشتمل على الكتب فقط وانما أيضا تشمل التوقيعات والتعليقات المتعلقة بآراء وأفكار ومعتقدات وآهات الأسرى على طيات الكتب في ذلك الوقت، إضافة إلى المئات من الكراسات التي خطها الأسرى بخط اليد.

## أقسام المكتبة
تقسم مكتبة بلدية إلى أربعة أقسام هي :
- قسم الخدمات والإعارة ويتفرع عنه قسمي المراجع والإعارة.
- القسم الفني – التصنيف والفهرسة والتزويد والصيانة للكتب.
- قسم الوثائق والمعلومات – وهو قسم أنشأ حديثا.
- قسم الأطفال – وهو موجود بشكل بسيط لغاية 1 يناير 1987  حيث يضم 42832 كتابا منها 4165 كتابا تتبع مكتبة قدري طوقان بينما بلغ عدد الكتب نهاية 1960 (5974 كتابا).

وكانت لمدينة نابلس أهمية خاصة في مصادر الكتب إما من الهدايا أو التبرعات أو من المشتريات. فقد تبرع عادل زعيتر ب 63 كتابا وتبرعت جامعة الدول العربية بعدد من الكتب بالإضافة إلى تبرعات أعضاء المجالس البلدية وسائر المؤسسات والمواطنين في مدينة نابلس. وهذه الكتب باللغتين العربية والإنجليزية بالإضافة إلى بعض اللغات كالألمانية والفرنسية.
وبالنسبة للدوريات من المجلات والصحف منذ 1960 فنحتفظ به لغاية الآن مرتبا حسب التسلسل الزمني وهو موجود في المخزن كبداية أو نواة لقسم التوثيق والمعلومات الذي تأسس حديثا، ، وقد عملنا على إحضار بعض الدوريات التي تتعرض للتلف من جرا الاستعمال فقد عملنا على الحصول على نسختين الأولى للاستعمال والأخرى للحفظ في قسم الوثائق، وهذا ما ينسحب على الصحف المحلية حيث نحصل يوميا على نسختين من كل صحيفة.

### قسم التوثيق والمعلومات
تأسس قسم التوثيق والمعلومات عام 1982 ثم تجمد المشروع حوالي أربع سنوات وأعيد إحياءه في عام 1986، حيث اعتمد على تأسيسه على الصحف والمجلات منذ ولادة المكتبة في بداية العقد السادس من القرن العشرين. يعمل في هذا القسم عدد من الموظفين ويحتوي هذا القسم الهام والمهم على وثائق البلدية التي كانت موجودة في مستودع البلدية منذ العهد التركي وحتى نهاية الاحتلال (الانتداب) البريطاني.
التقت (الفجر) معين أبو غزال خريج قسم التاريخ والآثار من جامعة النجاح الوطنية في نابلس، أحد العاملين في هذا القسم فحدثنا قائلا :
إن قسم التوثيق والمعلومات ضروري جدا من أجل القيام بالدراسات وتوفير المعلومات الأساسية الهامة والتي تتعلق في تاريخ بلدية نابلس للدارسين والباحثين. ومن الضروري إنشاء مكتبة متخصصة تبحث في التراث بشكل عام وتوفير الجهد والوقت على الباحثين. ويهتم هذا القسم بتاريخ وتراث مدينة نابلس كأكبر مدينة في الضفة الغربية. وتكمن أهمية وثائق بلدية نابلس من المكانة المرموقة والمتميزة التي ترجع إلى عهد الانتداب البريطاني من حيث الصلاحيات الواسعة لمجلس البلدية وكذلك المنطقة الجغرافية الواسعة التي تحت إشراف المجلس البلدي في نابلس.
ويتابع معين أبو غزال قائلا : أما بالنسبة للموضوعات في القسم فهي :
أولا : الملفات بموضوعاتها المختلفة :
كالمحاكم، الأمن، الصحة، التعليم، الضرائب، الحرف والصناعات، الإنارة، الزلازل والبراكين والفيضانات، مراسلات المجلس البلدي، الخدمات العامة، ملفات الحركة العمرانية، إعلانات الحكومة البريطانية الانتدابية، التي تتعلق بشؤون الحياة العامة للناس، موضوع النازحين 1948 حيث كان سليمان طوقان رئيس اللجنة العامة للعناية بشؤون النازحين بالإضافة إلى قوائم بأسماء النازحين والقرى والمدن التي هاجروا منها مع مشاكل استيعابهم في مدينة نابلس والقرى المحيطة بالإضافة إلى سجلات شاملة عن مدينة نابلس تتركز حول الأمور المالية.
ثانيا : الأرشيف الصحي :
يستعمل الفهرسة والتصنيف الموضوعي والزمني وعمل كشف بمحتويات الملفات ويحتوي هذا الفرع على كافة الصحف التي تصدر في فلسطين مثل صحف : الجهاد، الدفاع، فلسطين، الجامعة الإسلامية، بالإضافة إلى الصحف الأردنية وبعض الصحف المصرية كالأهرام.
ونتبع ثلاث طرق للمحافظة على الأرشيف الصحفي وهي :
أ‌. طريقة الجمع والربط.
ب‌. طريقة التجليد.
ت‌. طريقة الحافظات – المغلفات البلاستيكية.
ويتم العمل على تجليد الدوريات كالمجلات كل ستة أشهر أو سنة، والصحف كل شهرين للمحافظة عليها. وقد بدأ العمل في الوثائق التاريخية في العهد التركي (العثماني) حتى 1917، وفي عهد الانتداب البريطاني 1917 – 1948، وسيتم توسيع العمل ليشمل فترة العهد الأردني 1949 – 1967.
ومن جهته، أضاف أمين المكتبة أننا سنحاول جلب الوثائق من نابلس أو من أي مصدر يتعلق بتاريخ فلسطين فالآن بدأنا بالنواة وسنعمل في المستقبل على توسيع نطاق العمل. وهناك دراسات حول مشروع التصوير المصغر (الميكروفيش) حيث يمكن تخزين واختزال المادة، هذا بالإضافة إلى استعمال التصوير العادي لتسهيل استخدام الوثائق والملفات مع الاحتفاظ بالأصل وهناك جناح المجلات السياسية والاقتصادية والاجتماعية والأدبية التي تعود لفترات زمنية مختلفة.

## الهيئة المشرفة على مكتبة بلدية نابلس
يشرف على مكتبة بلدية نابلس رئيس البلدية مباشرة وفي المجالس السابقة كانت هناك (لجنة مكتبة) تشرف على أعمالها تساعد المجالس على إتخاذ القرارات كتوسيع المكتبة وشراء الآلات اللازمة وتناقش مشاكلها وحاجاتها وشغل عبد المنعم الفران منصب أمين المكتبة منذ عام 1960 وكان يساعده عادل الحاج حمد، ثم جاء مساعد أمين المكتبة علي طوقان منذ 1986.
وقد حدد مبلغ مالي يزيد عن 10 آلاف دينار أردني ميزانية لمكتبة البلدية لعام 1987 حيث تعتبر بلدية نابلس الممول لمشاريع المكتبة باعتبارها جزءا لا يتجزأ من البلدية.

## المشاكل والعقبات
هناك العديد من المشاكل والعقبات التي تعاني منها مكتبة بلدية نابلس، أهمها :
أولا : المشكلة السياسية بسبب الاحتلال (1987) حيث تقييد النشاطات ولا تستطيع المكتبة القيام بواجبها الطبيعي من ناحية نوعية الكتب وعددها.
ثانيا : البناية الحالية لا تستوعب المكتبة وتوسعها لقضاء حاجاتها المختلفة حيث النقص واضح في ركن الأطفال ومساحة غير كافية للموظفين للقيام بأعمالهم على خير وجه.
ثالثا : عدم وجود قاعة للنشاطات الثقافية كالمعارض الفنية والمحاضرات والندوات الثقافية. وزيارة المكتبة قليلة ويجب أن تكون أكثر والإقبال اليومي غير منتظم يتراوح ما بين 200 – 500 مستفيد إلا أن الرقم وصل في بعض الأيام 687 زائرا للمطالعة.
خامسا : عدم وجود مكتبة خاصة للأطفال مع العلم أنها ضرورية.
سادسا : التدفئة والتهوية : إذ لا يوجد تدفئة ولا تهوية جيدة لكافة الأقسام والحل يكمن في البناء الجديد.
سابعا : الاهتمام بالكتاب : ليس هناك اهتماما كبيرا بالكتاب من قبل بعض المطالعين.
تعتبر مكتبة بلدية نابلس من المكتبات العريقة والقديمة في مدينة نابلس، وأيضا هناك مكتبة جامعة النجاح الوطنية في الحرم القديم بالإضافة
إلى إنشاء مكتبة جديدة في الحرم الجديد حيث تحتوي هذه المكتبات على العديد من الكتب القيمة والمهمة.